# Jules Koundé
Jules Olivier Koundé (sinh ngày 12 tháng 11 năm 1998) là một cầu thủ bóng đá chuyên nghiệp người Pháp hiện đang thi đấu ở vị trí trung vệ hoặc hậu vệ phải cho câu lạc bộ La Liga Barcelona và đội tuyển bóng đá quốc gia Pháp.

## Sự nghiệp câu lạc bộ

### Bordeaux

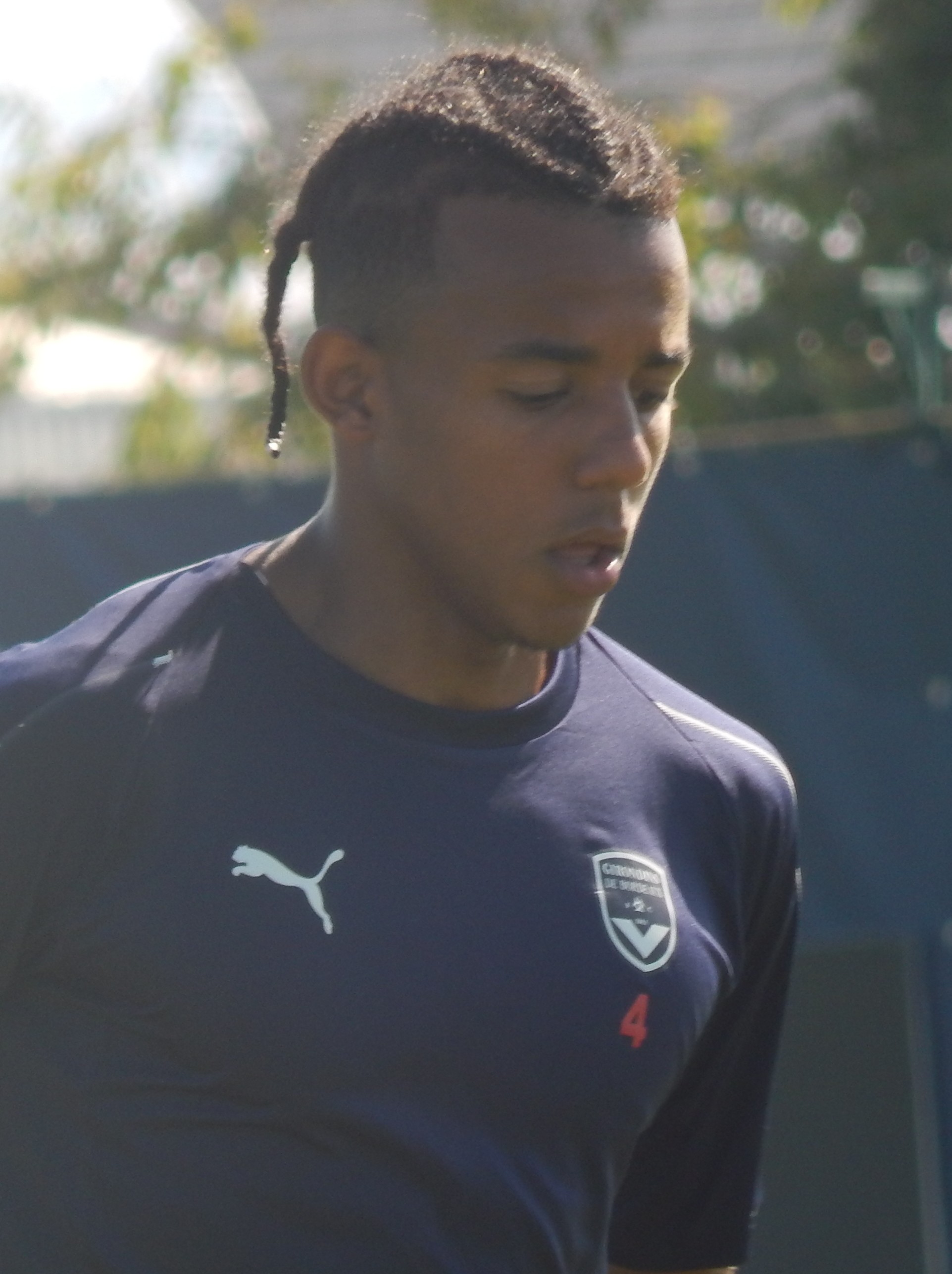
Koundé trong màu áo Bordeaux vào năm 2018.

Koundé có trận ra mắt đội 1 của Bordeaux trong trận thua 2–1 trước US Granville tại Cúp bóng đá Pháp ở vòng 64 đội vào ngày 7 tháng 1 năm 2018. Anh ra mắt Ligue 1 trong chiến thắng 1–0 trên sân khách trước Troyes vào ngày 13 tháng 1 năm 2018. Vào ngày 10 tháng 2 năm 2018, Koundé ghi bàn mở tỷ số trong chiến thắng 3–2 trên sân nhà trước Amiens; đó là bàn thắng đầu tiên anh ghi được cho Bordeaux.

### Sevilla
Vào ngày 3 tháng 7 năm 2019, anh ký hợp đồng với Sevilla tại Tây Ban Nha với phí chuyển nhượng là 25 triệu euro. Trong mùa giải đầu tiên tại Sevilla, anh cùng câu lạc bộ vô địch UEFA Europa League 2019–20 và được được góp mặt trong đội hình tiêu biểu của giải đấu.

## Sự nghiệp quốc tế
Vào ngày 18 tháng 5 năm 2021, Koundé được Didier Deschamps điền tên vào danh sách 26 cầu thủ cùng đội tuyển Pháp tham dự UEFA Euro 2020. Anh có trận ra mắt đội tuyển vào ngày 2 tháng 6 năm 2021, trong trận giao hữu với xứ Wales, vào sân thế chỗ Benjamin Pavard ở hiệp 1. Vào ngày 10 tháng 10 năm 2021, Koundé đá chính trong chiến thắng của Pháp trước Tây Ban Nha tại chung kết UEFA Nations League 2021.

## Đời tư
Koundé có bố là người Bénin còn mẹ là người Pháp.

## Thống kê sự nghiệp

### Câu lạc bộ
Tính đến 22 tháng 5 năm 2022
| Câu lạc bộ          | Mùa giải            | Giải vô địch quốc gia | Giải vô địch quốc gia | Giải vô địch quốc gia | Cúp quốc gia | Cúp quốc gia | Cúp Liên đoàn | Cúp Liên đoàn | Châu lục | Châu lục | Khác | Khác | Tổng cộng | Tổng cộng |
| Câu lạc bộ          | Mùa giải            | Hạng đấu              | Trận                  | Bàn                   | Trận         | Bàn          | Trận          | Bàn           | Trận     | Bàn      | Trận | Bàn  | Trận      | Bàn       |
| ------------------- | ------------------- | --------------------- | --------------------- | --------------------- | ------------ | ------------ | ------------- | ------------- | -------- | -------- | ---- | ---- | --------- | --------- |
| Bordeaux            | 2017–18             | Ligue 1               | 18                    | 2                     | 1            | 0            | 0             | 0             | 0        | 0        | —    | —    | 19        | 2         |
| Bordeaux            | 2018–19             | Ligue 1               | 37                    | 0                     | 1            | 0            | 3             | 0             | 10       | 2        | —    | —    | 51        | 2         |
| Bordeaux            | Tổng cộng           | Tổng cộng             | 55                    | 2                     | 2            | 0            | 3             | 0             | 10       | 2        | —    | —    | 70        | 4         |
| Sevilla             | 2019–20             | La Liga               | 29                    | 1                     | 2            | 1            | —             | —             | 9        | 0        | —    | —    | 40        | 2         |
| Sevilla             | 2020–21             | La Liga               | 34                    | 2                     | 7            | 1            | —             | —             | 7        | 1        | 1    | 0    | 49        | 4         |
| Sevilla             | 2021–22             | La Liga               | 32                    | 2                     | 3            | 1            | —             | —             | 9        | 0        | —    | —    | 44        | 3         |
| Sevilla             | Tổng cộng           | Tổng cộng             | 95                    | 5                     | 12           | 3            | —             | —             | 25       | 1        | 1    | 0    | 133       | 9         |
| Tổng cộng sự nghiệp | Tổng cộng sự nghiệp | Tổng cộng sự nghiệp   | 150                   | 7                     | 14           | 3            | 3             | 0             | 35       | 3        | 1    | 0    | 203       | 13        |

1. 1 2  Ra sân tại in UEFA Europa League
2. ↑  Ra sân tại UEFA Champions League
3. ↑  Ra sân tại UEFA Super Cup
4. ↑  5 lần ra sân tại UEFA Champions League, 4 lần tại UEFA Europa League

### Quốc tế
Tính đến 26 tháng 3 năm 2024
| Đội tuyển | Năm       | Trận | Bàn |
| --------- | --------- | ---- | --- |
| Pháp      | 2021      | 7    | 0   |
| Pháp      | 2022      | 11   | 0   |
| Pháp      | 2023      | 6    | 0   |
| Pháp      | 2024      | 2    | 0   |
| Tổng cộng | Tổng cộng | 26   | 0   |

## Danh hiệu

### Câu lạc bộ

#### Sevilla
- UEFA Europa League: 2019–20[7]

#### Barcelona
- La Liga: 2022–23
- Siêu cúp bóng đá Tây Ban Nha: 2022–23

### Quốc tế

#### Pháp
- Á quân FIFA World Cup: 2022
- UEFA Nations League: 2020–21[16]

### Cá nhân
- Đội hình tiêu biểu của giải đấu: 
  - UEFA Europa League: 2019–20[8]